# Guido Chelotti
Guido Chelotti (Venezia, 30 settembre 1869 – Roma, 17 settembre 1927) è stato un ammiraglio italiano, che ricoprì l'incarico di Capo di stato maggiore della Regia Marina tra il 15 novembre 1922 e il 15 marzo 1923.

## Biografia
Nacque a Venezia il 30 settembre 1869. Arruolatosi nella Regia Marina, nel 1884 fu ammesso a frequentare la Regia Accademia Navale di Livorno da cui uscì nel 1889 con il grado di guardiamarina. Promosso sottotenente di vascello, e poi tenente di vascello, prestò lungamente servizio sull'incrociatore Amerigo Vespucci e poi sulla nave da battaglia Lepanto, ricoprendo quindi il ruolo di comandante di torpediniere. Divenuto capitano di fregata tra il 1911 e il 1912 partecipò alla guerra italo-turca prestando servizio a bordo dell'incrociatore corazzato Carlo Alberto. Dopo la fine del conflitto fu comandante della base navale di Tobruch, incarico che mantenne fino alla promozione a capitano di vascello avvenuta nel 1914. Durante il corso della prima guerra mondiale fu comandante della nave officina Vulcano, degli incrociatori corazzati Marco Polo e Francesco Ferruccio e della nave da battaglia Napoli, prestando anche servizio per un anno presso lo Stato maggiore della Regia Marina. Divenuto sottoammiraglio nel 1918, per un anno fu membro e segretario del Consiglio superiore della Marina, e poi Capo di stato maggiore della Squadra da battaglia. Il 16 febbraio 1921 fu nominato Sottocapo di stato maggiore della marina, servendo sotto l'ammiraglio Giuseppe De Lorenzi, e mantenendo tale incarico fino al 15 novembre 1922 quando fu nominato Capo di stato maggiore della Regia Marina ad interim. Ricoprì il prestigioso incarico sino al 15 marzo 1923 quando, promosso contrammiraglio di divisione, assunse il Comando militare marittimo della Sardegna e della piazzaforte de La Maddalena. Il 26 aprile 1925 fu collocato in posizione ausiliaria, venendo promosso ad ammiraglio di divisione, e si spense a Roma il 17 settembre 1927.

## Onorificenza

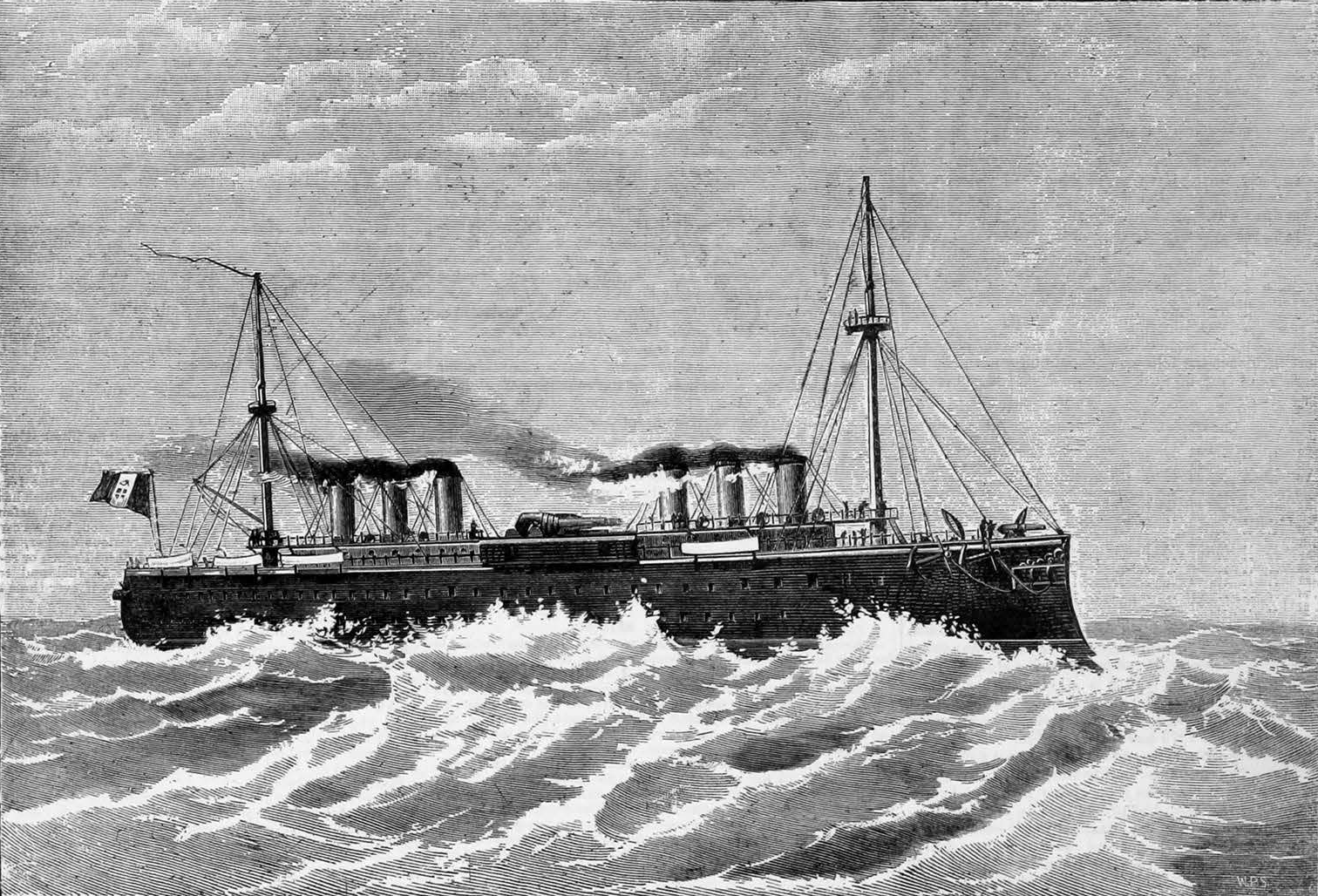
La nave da battaglia Lepanto in navigazione in un disegno apparso sul periodico The Engineer l'11 maggio 1883.